# Argentinska militärjuntan 1976–1983

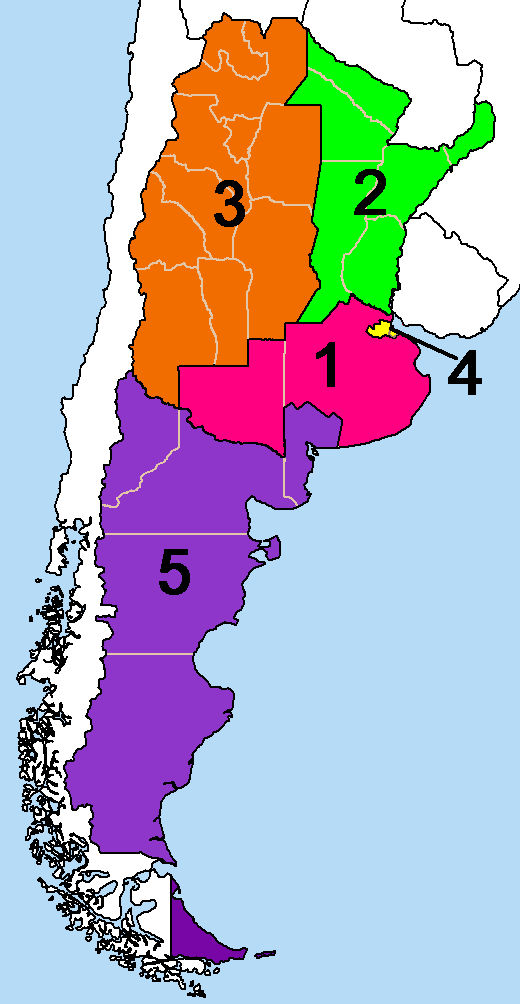
Argentinas indelning i militärzoner 1976–1983.

Argentinska militärjuntan 1976–1983, officiellt kallad Processen för nationell omorganisation (spanska: Proceso de Reorganización Nacional), styrde Argentina till följd av militärkuppen som avsatte president Isabel Martínez de Perón den 24 mars 1976.
Idag kallas den ofta i Argentina för "den sista militärjuntan" (spanska: la última junta militar) då landet har varit en militärdiktatur flera gånger genom historien. Militären överlämnade makten till en civil administration 1983, året efter förlusten mot Storbritannien i Falklandskriget vilket allvarligt försvagade juntans förtroende.

## Historia

### Bakgrund
Militären har historiskt haft ett stort inflytande i argentinsk politik och flera gånger direkt styrt landet. Den populäre ledaren Juan Perón som valdes till Argentinas president tre gånger hade själv militär bakgrund och blev arbetsminister till följd av 1943 års militärkupp. Perón, som hade grundat en korporativ ideologi kallad just peronism som alternativ till renodlad kapitalism och kommunism, hade levt i exil sedan 1955 men bestämde sig för att återvända 1975. Argentina var då i kaos; en försvagad militärdiktatur styrde sedan 1966 men mötte motstånd i form av otaliga uppror från vänstern och peronisterna. Man tillät peronisterna att ställa upp i val 1973 varefter Héctor José Cámpora blev ny president. Han avträdde efter någon månad posten till sin partiledare Juan Perón. Perón dog dock 1974 och efterträddes av sin fru Isabel som president.
Under Isabel Peróns presidentskap eskalerade dock våldsamheterna från extremvänstern i form av kidnappningar, bombattentat och lönnmord. Främst av dessa grupper var Montonerosgerillan, en grupp av vänsterextrema ex-peronister som hade uteslutits av partiet 1973. Polisen och armén i samarbete med högerextrema paramilitära grupper och dödspatruller, såsom den högerperonistiska Argentinas antikommunistiska allians, reagerade lika våldsamt. Isabel Perón själv lär ha sagt åt militären att "förinta uppviglarna" i syfte att krossa peronisternas gamla vänsterallierade.

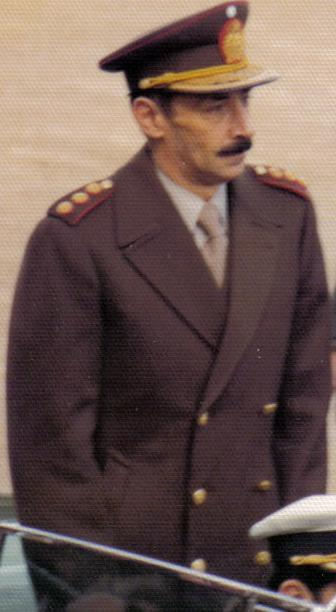
General Jorge Videla, juntans förste ledare.

Inflationen nådde rekordet 35% i månaden i juli 1975 medan oroligheterna fortsatte och rykten om en annalkande militärkupp började spridas. Ekonomin gick in i recession, budgetunderskottet ökade och valutareserverna tog slut. Brottsmisstankar om förskingring riktades mot presidenten och en majoritet i nationalkongressen, inklusive hennes eget peronistiska Partido Justicialista, stödde riksrätt. De flesta trodde dock att militären skulle ingripa innan riksrätten hann inledas och tidningarna räknade öppet ner till då man trodde det skulle ske men generalstaben förnekade sådana planer. 24 mars 1976 sattes Isabel Perón i husarrest i en militärkupp anförd av de väpnade styrkornas stabschef, generallöjtnant Jorge Videla.

### Juntans grundande
Inget motstånd möttes vid maktövertagandet och det var den allmänna uppfattningen sedan flera månader tillbaka att något liknande planerades; högt uppsatta försvarsrepresentanter hade dagarna dessförinnan fört en dialog med regeringen om presidentens möjliga tillbakadragande. Juntan klargjorde sina nationalistiska, katolskt konservativa och antikommunistiska värderingar och meddelade att man skulle gå hårt åt "subversiva" och "terrorister" bland befolkningen. "Nationell omorganisation" var ett begrepp man använde för att symbolisera en ny fas i Argentinas historia där landet skulle omorganiseras av militären som skulle garantera ordning, säkerhet, stabilitet och i framtiden återinföra demokrati.
Kuppmakarna löste omedelbart upp Argentinas nationalkongress, stängde högsta domstolen och förbjöd samtliga politiska partier på obestämd tid. Tryckfrihet och yttrandefrihet begränsades rejält och all media censurerades.
Nyutsedde finansminister José Alfredo Martínez de Hoz önskade driva igenom omfattande neoliberala reformer inklusive massprivatiseringar av statliga tillgångar. Trots visst motstånd inom militären, där inflytelserika individer gärna ville behålla direkt kontroll över företag, öppnades snabbt Argentinas ekonomi upp. Bland annat sänktes tullavgifterna och Martínez de Hoz fick till stånd ett lån på nästan en miljard dollar av den amerikanska banken Chase samt Internationella valutafonden.

### Smutsiga kriget

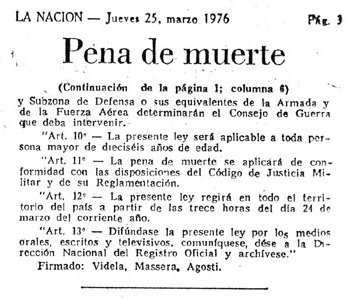
Artikel i dagstidningen La Nación tillkännager införandet av dödsstraff, 25 mars 1976.

Den argentinska juntan deltog i den CIA-koordinerade Operation Condor där högerorienterade militärjuntor och auktoritära regeringar över hela Sydamerika samarbetade för att systematiskt oskadliggöra och utplåna allt inflytande från den politiska vänstern. I Argentina tog detta sig formen av det "smutsiga kriget", ökänt är de tusentals desaparecidos, påtvingade försvunna, som föll offer för utrensningarna.
Journalister, studenter, fackföreningsmedlemmar, aktivister, politiker och gerillamedlemmar började i rask takt försvinna, misstänkta av myndigheterna för vänstersympatier och uppvigling mot den rådande ordningen. Politiska motståndare fördes bland annat till Escuela de Suboficiales de Mecánica de la Armada (ESMA), argentinska marinens tekniska högskola, som av juntan hade omvandlats till ett hemligt fängelse och koncentrationsläger. Av över 5000 internerade vid ESMA överlevde endast omkring 200. Sammanlagt fanns uppemot 300 hemliga fängelser i landet där tortyr och extralegala avrättningar förekom på stor skala. Likt i Chile under general Augusto Pinochet var en vanlig avrättningsmetod att droga ner misstänkta och kasta ut dem från flygplan på hög höjd över öppet hav och floder, så kallade dödsflygningar (spanska: vuelos de la muerte). Säkerhetstjänsten SIDE tränade även högerorienterade gerillor i Centralamerika, exempelvis Contras i Nicaragua som bekämpade det landets vänsterregering.
USA gav sitt stöd till juntans aktioner och nationella säkerhetsrådgivaren Henry Kissinger sade att ju förr argentinarna blev färdiga desto bättre då Kongressen kunde dra in det militära biståndet:
"Look, our basic attitude is that we would like you to succeed. I have an old-fashioned view that friends ought to be supported. What is not understood in the United States is that you have a civil war. We read about human rights problems but not the context. The quicker you succeed the better… The human rights problem is a growing one. Your Ambassador can apprise you. We want a stable situation. We won't cause you unnecessary difficulties. If you can finish before Congress gets back, the better. Whatever freedoms you could restore would help."
Argentina var värdland för fotbolls-VM år 1978 som man också vann vilket utnyttjades flitigt av militären i nationalistisk propaganda. Politiska fångar vid ESMA kunde till och med höra publiken från den närliggande arenan Estadio Monumental.

### Ekonomisk nedgång
Trots motståndet mot alltför omfattande liberaliseringar av Argentinas ekonomi genomfördes ändå åtskilliga avregleringar, bl.a. sänktes tullarna vilket försvagade den inhemska industrins konkurrenskraft mot billiga varor från utlandet. Samtidigt tog juntan utlandslån för att finansiera offentliga projekt. För att bekämpa den höga inflationen hade man tidigt förlitat sig på höga räntor och en övervärderad växelkurs men detta ledde till snabbt ökande ojämlikheter och sänkt levnadsstandard för merparten av befolkningen. Ett försök i neoliberal anda att skapa en förutbestämd gradvis devalvering av peson i syfte att förebygga återkommande inflation ledde istället till att spekulanter utnyttjade systemet för att göra massiva vinster. Landets utlandsskuld mångfaldigades under juntan från 7 till 50 miljarder dollar.
Ökat missnöje med juntan, särskilt med den misslyckade valutapolitiken, ledde till ledarskapsbyte och general Roberto Eduardo Viola tog över som juntans starke man i syfte att åtgärda de neoliberala reformförsöken. Han hann dock endast regera under 1981 innan även han sveptes bort av maktkamp inom juntan.

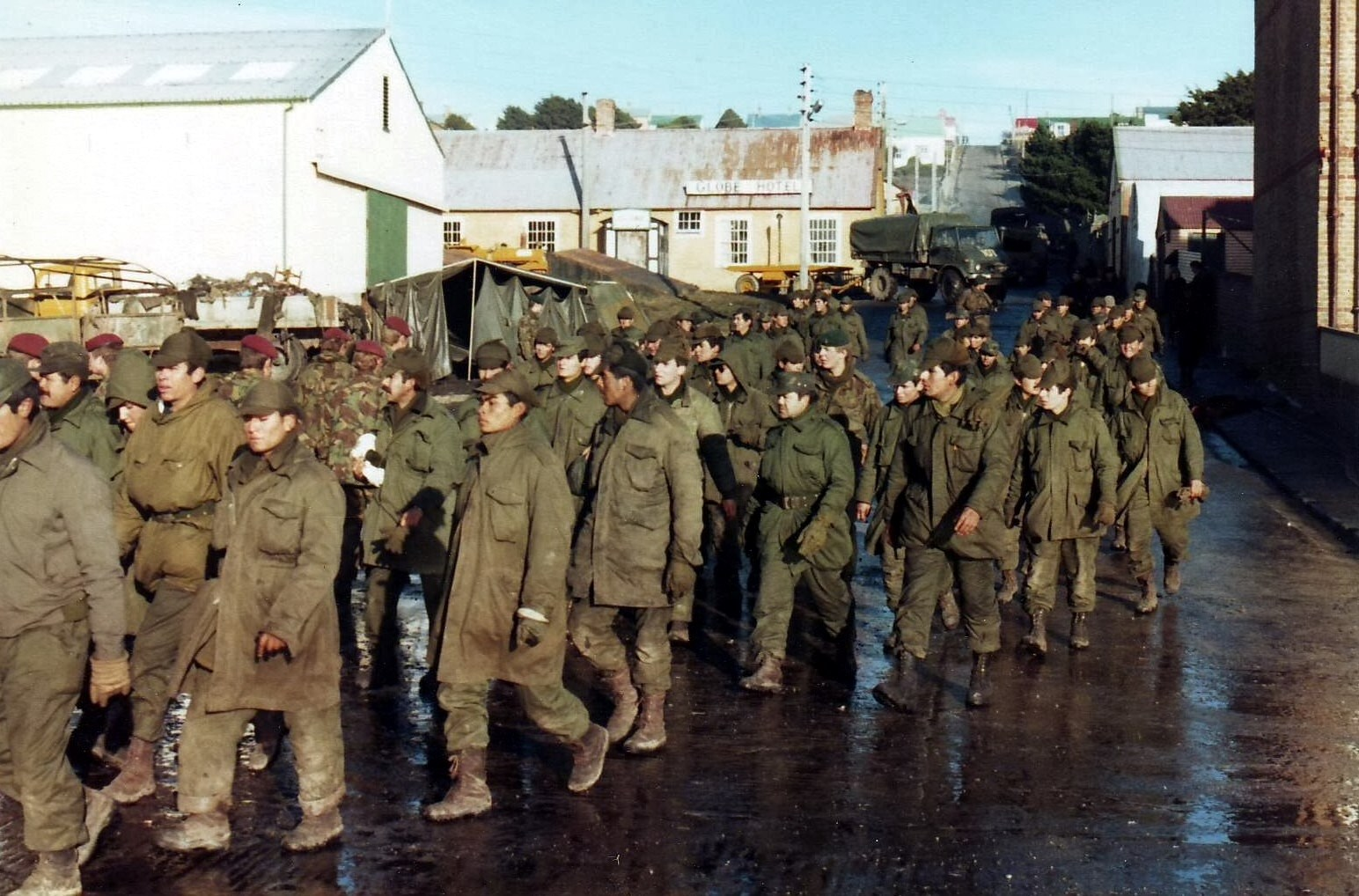
Argentinska krigsfångar i Port Stanley.

### Falklandskriget och juntans fall
December 1981 till juli 1982 tog den konservativa general Leopoldo Galtieri över som åter lät inleda neoliberala reformer. Under honom privatiserades statliga tillgångar på stor skala, ett lönestopp beordrades och statens sociala utgifter skars kraftigt ner vilket ökade det folkliga missnöjet ännu mer.
För att avleda det argentinska folket lät Galtieri i april 1982 besätta Falklandsöarna. Han trodde att britterna aldrig skulle gå i krig och att USA, som tidigare genomgående stött juntan, än en gång skulle backa upp Argentinas aktioner. Efter två månader hade Argentina besegrats och kort därefter avsattes även general Galtieri av andra inom juntan. Nu var motståndet mot militärstyret totalt i Argentina och under generalmajor Reynaldo Bignone infördes vissa grundläggande fri- och rättigheter, mycket till juntans mer konservativa medlemmars förtret. Detta öppnade dock bara för ytterligare folklig kritik och 30 oktober 1983 hölls parlamentsval varefter civilt styre återinfördes.

### Rättegångarna mot juntamedlemmarna
Folkvalde president Raúl Alfonsín begränsade år 1986 rättegångarna mot de som anklagades för politiskt förtryck åren 1976-1983 vilket, efter påtryckningar och hot från militären, utökades kort därefter till full amnesti för samtliga misstänkta för brott mot mänskligheten. Hans efterträdare Carlos Menem benådade samtliga ledare för juntan som hade dömts till fängelse. Först år 2003 öppnade Argentinas högsta domstol, på president Néstor Kirchners förfrågan, upp för att återuppta rättegången mot de officerare som anklagades för brott mot mänskligheten och år 2005 ogiltigförklarades helt och hållet de amnestilagar som instiftats 1986.

## Ekonomisk politik

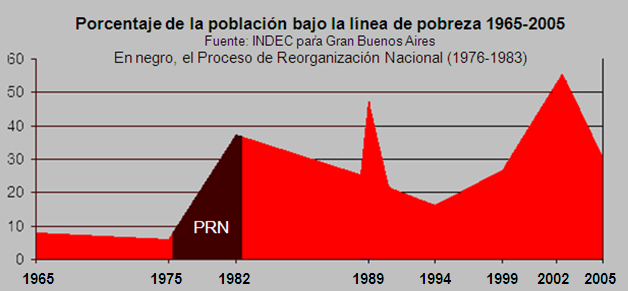
Andel av Argentinas befolkning under fattigdomsgränsen. Mörk färg representerar åren under militärdiktatur.

För att få ner inflationen ytterligare, som vid kuppen låg på över 700 procent, beordrade finansminister Martínez de Hoz ett allmänt lönestopp, införde en mervärdesskatt och avskaffade arvsskatten. Detta fick önskad effekt gällande inflationen som sjönk men samtidigt slogs mängder av småföretagare ut av den minskade efterfrågan. Adolfo Diz, en av de i USA neoliberalt skolade Chicago Boys, utsågs till chef för centralbanken och verkställde merparten av avregleringarna. Martínez de Hoz devalveringsplan Tablita resulterade i vad som i folkmun kom att kallas Plata Dulce, söta pengar, för de massiva vinster som utländska spekulanter gjorde på valutamarknaden medan landets skuld bara växte.
Från att ha en arbetslöshet på endast 4,2 procent vid kuppen 1976, trots alla oroligheter, och cirka 9 procent av befolkningen i fattigdom ökade de sociala klyftorna drastiskt under juntans avregleringar och politiska förtryck.

## Argentinasde factopresidenter åren 1976–1983
- Generallöjtnant Jorge Rafael Videla (29 mars 1976 – 29 mars 1981)
- Generallöjtnant Roberto Eduardo Viola (29 mars 1981 – 11 december 1981)
- Viceamiral Carlos Lacoste (11 december 1981 – 22 december 1981)
- Generallöjtnant Leopoldo Galtieri (22 december 1981 – 18 juni 1982)
- Generalmajor Alfredo Oscar Saint Jean (18 juni 1982 – 1 juli 1982)
- Generalmajor Reynaldo Bignone (1 juli 1982 – 10 december 1983)